# Viaggio apostolico di Francesco in Svezia 2016
Per il suo XVII Viaggio apostolico internazionale Papa Francesco si è recato in Svezia, per commemorare il 500º anniversario della Riforma luterana e per incontrare la comunità cattolica locale.
Si tratta della seconda visita di un Pontefice alla Svezia, dopo quella di Giovanni Paolo II del 1989, nel contesto del viaggio nei Paesi Nordici.